# Atlatongo
Atlatongo, också benämnd Santiago Atlatongo, är en ort i Mexiko, tillhörande kommunen Teotihuacán i delstaten Mexiko. Atlatongo ligger i den centrala delen av landet och tillhör Mexico Citys storstadsområde. Orten hade 4 913 invånare vid folkmätningen 2010.